# Machiavel
Machiavel is een Belgische rockgroep uit Wallonië, opgericht in 1974. Bassist Roland Degreef en drummer en zanger Marc Ysaÿe speelden eerst bij de band Moby Dick. Later kwamen keyboardist Albert Letecheur en gitarist Jack Roskam erbij en werd de naam in Machiavel veranderd. Ze vormden de eerste Eurock-band in België. Hun muziek wordt regelmatig vergeleken met symfonische rockbands zoals Genesis, Yes en Emerson, Lake & Palmer.

## Geschiedenis

### Beginperiode
In november 1975 werden de eerste songs opgenomen: 'Cheerlesness' en 'When Johan Died Sirens Were Singing'. Drummer Marc Ysaÿe nam de vocals voor zijn rekening. Het debuutalbum Machiavel verscheen in april 1976 en werd opgenomen in Studio DES (Brussel), een van de meest hightech studio's van toen. Het album werd goed onthaald door de pers, maar het grote succes bleef uit. De eerste optredens vonden plaats en zo speelde Machiavel onder meer op het Bilzen Festival, in het voorprogramma van Kevin Coyne en Rick Wakeman (Yes).
Een fan van de band, Mario Guccio, vulde in 1977 de band aan als zanger, terwijl zijn vriend Jean-Paul Devaux de plaats van gitarist Jack Roskam innam. Datzelfde jaar verscheen Jester, hun tweede album. Het album maakte van Machiavel een fenomeen in Franstalig België, ze werden er de belangrijkste rockband. Er werden terug tal van optredens gepland. In 1977 speelden ze zo tweemaal in het uitverkochte Auditorium Paul-Emile Janson met een quadrafonisch geluidssysteem.
In 1978 verscheen hun meest succesvolle album, Mechanical Moonbeams. Het album werd opgenomen in Studio Katy in Ohain. Hun eerste single 'Rope Dancer' werd een hit. Maar het zijn vooral de songs 'After The Crop' en 'Summon Up Your Strength' die duidelijk maken dat Machiavel het niveau van de Britse symfonische rockbands kan evenaren. Net zoals de Waalse pers was het publiek onder de indruk wat resulteerde in een goede platenverkoop. Het album behaalde snel goud en platina. Machiavel werd zo de eerste band in Wallonië die meer dan 50.000 albums verkocht. Concerten volgden waaronder een show in het Koninklijk Circus in Brussel.

### Muzikale koersverandering
Machiavel wilde na het succes van Mechanical Moonbeams succesvoller worden in Vlaanderen en in het buitenland. Maar symfonische rock kende eind jaren 70 een dieptepunt, dus was een muzikale koerswijziging noodzakelijk om succesvol te blijven. Hun vierde album Urban Games (1979), bevatte dan ook andere genres dan de fans gewend waren. De door reggae beïnvloede single 'Over The Hill' werd hun tweede hit en kreeg nu ook voor het eerst airplay in Vlaanderen. De track 'Dancing Heroes' was dan weer gebaseerd op een discoritme, een genre dat toen een hoogtepunt bereikte, en dus ideaal was om misschien buiten de landgrenzen bekend te worden. Op andere songs waren wel nog de (symfonische) roots van Machiavel hoorbaar, zoals op 'City Flowers', maar van symfonische rock was er geen sprake meer. Urban Games was gericht naar een groter publiek en behaalde al goud voor de release van het album. Machiavel kreeg meer fans en de concerten werden ook groter. Als eerste Belgische band trad Machiavel op in een uitverkocht Vorst Nationaal (Brussel).
De mix van allerlei genres leidde binnen de band tot meningsverschillen. Keyboardspeler Albert Letecheur verliet daarom de groep, na de opnames van New Lines (1980) dat na de Urban Games-tour werd uitgebracht. De producer van dienst was Dany Lademacher, een succesvol Belgisch gitarist, bekend als gitarist van Herman Brood & His Wild Romance. Machiavel werd commerciëler vanwege de nieuwe stijl, sound en look. Vooral de komst van gitarist Thierry Plas, ex-vriend van Dani Klein (Vaya Con Dios), zorgde voor een nieuw geluid. Het aantal fans in Vlaanderen steeg zienderogen dankzij de hitsingle 'Fly'. 'Fly' werd een nationale nummer 1-hit. De single maakte hen ook bekender in het buitenland. Andere bekende songs uit het album zijn 'Lying World', 'Relax', 'Turn Off' en 'Playboy'. Machiavel mocht terug een paar gouden platen in ontvangst nemen. Live-optredens volgden in Nederland, Frankrijk, Duitsland, Groot-Brittannië en Spanje. In 20 dagen tijd speelden ze voor 40.000 mensen. Hun optreden in Vorst Nationaal op 14 februari 1981 was weer uitverkocht.

### Verval
Machiavel wilde nog steeds internationaal doorbreken. Daarom namen ze voor hun zesde album een bekend producer onder de arm. Derek Lawrence was de producer van het eerste Deep Purple-album en produceerde ook onder andere Alquin en Wishbone Ash. Hij nam de productie van Break Out (1981) voor zijn rekening. Machiavel bracht zes weken door in Hollywood om het album daar op te nemen. De Europese sound van Machiavel sloeg er niet echt aan. Het album had een duurder prijskaartje en was bovendien minder succesvol dan de vorige albums. Toch haalde het een gouden plaat. Na de release van het album vertrok Machiavel op tournee in het voorprogramma van Alice Cooper. Maar alweer kwam een tegenslag de band tegemoet. Grote financiële problemen kwamen de kop opsteken toen al de instrumenten van de band gestolen werden. Het einde van Machiavel was in zicht en de band verdween een tijd lang uit de belangstelling.

### Nieuwe projecten
Roland De Greef en Mario Guccio richtten de band 'Beige Neige' op, de start van een lange en succesvolle samenwerking. Ze brachten in 1983 het album Movement One uit en scoren enkele hitjes, waaronder 'Stranger'. Guccio speelde ook in het trio 'Init' en produceerde enkele Belgische bands waaronder het Luikse Shyness.
Marc Ysaÿe en Albert Letecheur vormden de band Twilight. Verder speelde Ysaÿe drums bij de bluesband Burning Plague en was hij actief als producer. Hij werkte vanaf mei 1982 voor Radio Une van de RTBF en werd later directeur en radiopresentator van de enige Belgische rockzender Classic 21. Hij nam ook met Thierry Plas een single op onder het pseudoniem "Empty".
Thierry Plas was in de jaren 80 een veelgevraagd sessiegitarist voor o.a. Vaya Con Dios (Dani Klein), Pierre Rapsat, B.J. Scott en Maljean-Willems. In 1986 trad hij met Pierre Rapsat op in Vorst Nationaal.

### 1987: even terug
In 1987 liet Machiavel opnieuw van zich horen. The Cry of Pleasure werd opgenomen samen met keyboardspeler Paolo Ragatzu. De songs 'No Way To Heaven' en 'No Regrets' verschenen als single. Hun zevende studioalbum bevatte gastbijdragen van Dani Klein, Arno en B.J. Scott. Optredens volgden in Hamburg (Duitsland), Louvain-la-Neuve en in Brussel.

### 1988-1994
Na het promoten van Cry Of The Pleasure trok Machiavel zich weer terug uit de belangstelling en werden nieuwe bands opgericht. Roland De Greef en Mario Guccio verkregen veel succes met de band 'Black Bizarre' die onder hun label, Rox Studios, opereerde. Het bracht hen tot in de Europese hitlijsten. Hun productie opende ook deuren in de Verenigde Staten en Canada, waar 'Black Bizarre' goud haalt.
Marc Ysaÿe produceerde in 1989 de plaat J’ouvre les yeux van Pierre Rapsat.
Thierry Plas richtte in 1994 "The Responsibles" op, een project met Patrick Riguelle (De Laatste Showband), Jan Cordemans en Jean-Pierre Onraedt. Datzelfde jaar verscheen het album Every Germ is Sacred onder het label 'Bang'. De song 'Dear America' werd een hit. The Responsibles mochten optreden als voorprogramma van Jimmy Page in Vorst Nationaal en de Ahoy in Rotterdam. Ze werden geselecteerd door Jimmy Page en Robert Plant (Led Zeppelin) om hun optredens te openen. Na het vertrek van Patrick Riguelle splitte de band.

### Comeback
Pas in 1994 liet Machiavel opnieuw van zich horen. Ze traden op het Francofollies festival in Spa. In 1995 nam Marc Ysaÿe samen met 'Burning Plague' het album Blues Two op, 26 jaar na hun debuut. In 1999 verscheen ook het livealbum Live At Last van Burning Plague.
De volgende jaren gaf Machiavel veel optredens. De band was helemaal terug en kon genieten van een succesvolle comeback. In 1996 verscheen de compilatie The Very Best Of en behaalde goud. De band trad op in een uitverkocht Ancienne Belgique (Brussel). Dat jaar voegde keyboardspeler Hervé Borbé zich bij Machiavel.
Eind 1998 werkte Machiavel aan een nieuw album Virtual Sun (1999). De songs op het album werden duidelijk beïnvloed door Led Zeppelin zoals de songs 'Down On My Knees' en 'The Rumour'.
Thierry Plas en Marc Ysaÿe vormden ondertussen samen met Dani Klein de band Purple Prose. Ze brachten een album uit in 1999. In dat jaar verscheen ook Machiavel live, hun tweede livealbum met een opname van een optreden uit 1996 in de Ancienne Belgique. Het dubbelalbum bevat bijdragen van Toots Thielemans (op 'Rope Dancer') en Jean-Luc de Sttellla.
In 2000 promootte Machiavel hun nieuwe plaat en traden ze op als support act van Bon Jovi. Ze speelden op verschillende festivals waaronder Nadrin Festival en Rock Affligem. Een nieuwe song 'Heaven’s Rules' verscheen op de compilatie Anthology uit 2001. De band gaf optredens in Luik en Namen voor 30.000 mensen.
Hun negende album Welcome To Paradise verscheen in 2003 en werd voorafgegaan door de hitsingle ‘Wild As The Wind’. Een nieuwe tournee van negen maanden startte in Nijvel en stopte in de Spirit of 66 in Verviers.
In 2004 overleed Albert Letecheur, medeoprichter en keyboardspeler van Machiavel. Hij verliet de band na de opnames van 'New Lines' (1980).
Thierry Plas speelde mee op het comebackalbum The Promise van Vaya Con Dios. Ondertussen werkte Machiavel terug aan een nieuw album, 2005. Het album bevat de hitsingle 'Chronic Love' die in januari 2005 verscheen. Enkele andere songs 'The Might Is Right' en 'She's A Snake' verschenen in 2006 op de verzamelaar Best Of Machiavel.

### Laatste nieuws
Machiavel kreeg op 21 juni 2006 de “Octave d’Honneur” voor hun 30-jarige carrière en hun aanzienlijke bijdrage in de Belgische rockscene.
Op 9 september 2006 trad de band op als supportact van Roger Hodgson (Supertramp) in Theux.
De song 'Fly' uit het album New Lines (1980) kreeg een plaats op de soundtrack van de Vlaamse film "Windkracht 10 Koksijde rescue" van Hans Herbots. De film verscheen in de Belgische bioscopen op woensdag 11 oktober 2006.
Machiavel deed in 2006 een 40-tal optredens in België en Frankrijk. Het album Live In Brussels verscheen in oktober 2007 en bevat opnames van hun optreden in de Ancienne Belgique (van maart 2005).
Op 15 juni 2007 trad het viertal op in 'Le Coliseum' in Charleroi. De show verscheen in 2008 op dvd.
In 2011 verliet Thierry Plas de groep; hij kon zich niet meer vinden in de muzikale koers en wilde zich gaan wijden aan andere projecten. Hij werd vervangen door Christophe Pons, die muzikaal een waardige opvolger is voor Plas. In 2011 verscheen de nieuwe cd Eleven met Pon op gitaar.
Op 20 januari 2018 overleed zanger Mario Guccio op 64-jarige leeftijd in Sicilië.

## Bandleden
1976:
- Marc Ysaÿe - zang, drums
- Jack Roskam - gitaar
- Albert Letecheur - keyboards
- Roland De Greef - bas

1977-1979:
- Marc Ysaÿe - zang, drums
- Jean-Paul Devaux - gitaar
- Albert Letecheur - keyboards
- Roland De Greef - bas
- Mario Guccio - zang

1979 - 1983:
- Marc Ysaÿe - drums
- Thierry Plas - gitaar
- Roland De Greef - bas
- Mario Guccio - zang

1987:
- Marc Ysaÿe - drums
- Thierry Plas - gitaar
- Roland De Greef - bas
- Mario Guccio - zang
- Paolo Ragazzu)- keyboards

1997-2011:
- Marc Ysaÿe - drums
- Thierry Plas - gitaar
- Roland De Greef - bas
- Mario Guccio - zang
- Hervé Borbé - keyboards/piano

2011- 2018:
- Marc Ysaÿe - drums
- Christophe Pons - gitaar
- Roland De Greef - bas
- Mario Guccio - zang
- Hervé Borbé - keyboards/piano

2018- heden:
- Marc Ysaÿe - drums, zang
- Christophe Pons - gitaar
- Roland De Greef - bas
- Hervé Borbé - keyboards/piano

## Discografie

### Albums
- Machiavel (Harvest, 1976)
- Jester (Harvest, 1977)
- Mechanical moonbeams (Harvest, 1978)
- Urban games (EMI, 1979)
- First recordings (mini-album) (EMI, 1980)
- New lines (Harvest, 1980, in 2010 heruitgave op EMI met 7 bonustracks)
- Valentine's day (live) (EMI, 1981)
- Break out (EMI, 1981)
- The cry of pleasure (Indisc, 1987)
- Virtual sun (CNR Music/Musea Records, 1999)
- Welcome To Paradise (2002)
- 2005 (Bang Music, 2005)
- Acoustic (2009)
- Eleven (2011)
- Colours (2013)

### Compilaties
- Compilation : box set die de eerste albums van Machiavel bevat
- 20th Anniversary Machiavel : The Very best of (1996)
- Anthology (2CD, 2001, EMI)
- Best Of Machiavel : More than télémoustique (2006)

### Singles
- Rope dancer / After the crop (Harvest, 1978)
- Over the hill / Kings of slogans (Harvest, 1979)
- Fly / So clear (Harvest, 1980)
- Turn off / Champagne in Amsterdam (Harvest, 1981)
- Charlena / Running (Harvest, 1981)
- Nobody knows / Somebody loves you tonight (Harvest, 1981)
- No way to heaven / Generation (Indisc, 1987)
- No regrets / Flesh and blood (Indisc, 1987)
- Your soul / Bad girl (1988, Indisc)
- Heaven's rules / A Life (EMI, 2001)
- Wild As Heart (CNR, 2003)
- Chronic Love/ 2005 (BANG, 2005)